# Station Sakuragawa
Station Sakuragawa (桜川駅, Sakuragawa-eki) is een spoorweg- en metrostation in de wijk Naniwa-ku, Osaka, Japan. Het wordt aangedaan door de Sennichimae-lijn (metro) en de Hanshin Namba-lijn (trein). Beide stations bevinden zich ondergronds en zijn door middel van wandelgangen met elkaar verbonden.

## Lijnen

### Sennichimae-lijn(stationsnummer S15)
| 1 | ■ Sennichimae-lijn | richting Namba, Tsuruhashi en Minami-Tatsumi |
| 2 | ■ Sennichimae-lijn | richting Awaza en Nodahanshin                |

### Hanshin Namba-lijn
| 1 | ■ Hanshin Namba-lijn | richting Namba en Nara          |
| 2 | ■ Hanshin Namba-lijn | richting Nishikujō en Amagasaki |

## Geschiedenis
In 1969 werd het station geopend aan de Sennichimae-lijn en in 2009 werd het station aan de Hanshin Namba-lijn geopend.

## Overig openbaar vervoer
Bussen 29, 52, 55, 60, 71, 75 en 108

## Stationsomgeving
- Station Shiomibashi voor de Nankai Koya-lijn
- Naniwa-ziekenhuis
- Dotomborigawa (rivier)
- Naniwasuji (straat)
- Amidaikesuji (straat)
- Winkelcentrum Sakuragawa
- Risona Bank
- Lawson
- Daily Yamazaki
- Royal Host

Nodahanshin · Tamagawa · Awaza · Nishi-Nagahori · Sakuragawa · Namba ·  Nippombashi · Tanimachi Kyūchōme · Tsuruhashi · Imazato · Shin-Fukae · Shōji · Kita-Tatsumi · Minami-Tatsumi
(<<Hanshin-lijn) Amagasaki · Daimotsu · Dekijima · Fuku · Dempō · Chidoribashi · Nishikujō · Kujō · Dome-mae · Sakuragawa · Ōsaka Namba (Kintetsu Namba-lijn, Nara-lijn>>)